# Salim Iles
Salim Iles (Oran, 14 mei 1975) is een voormalig internationaal topzwemmer uit Algerije, die zijn Noord-Afrikaanse vaderland viermaal op rij vertegenwoordigde bij de Olympische Spelen. 
De vrije-slagspecialist, lid van Racing Club de France in Parijs, maakte zijn olympische debuut bij de Olympische Spelen van 1996 in Atlanta. Bij zijn laatste olympische optreden, in 2008 in Peking, was Iles de vlaggendrager van Algerije bij de openingsceremonie. Hij was gedurende zijn carrière vooral succesvol bij de Afrikaanse Spelen (vijf keer goud) en de Middellandse Zeespelen (vijf keer goud). Iles werd in 1998 uitgeroepen tot Algerijns Sportman van het Jaar.